# 陆俟
陸俟（392年—458年），鲜卑姓步六孤氏，一名期，代人，爵封東平王，諡號成，北魏官員，活躍於北魏明元帝、太武帝、文成帝時期。

## 家族
陸俟的曾祖陸幹、祖父陸引皆是步六孤部落的部落大人，父親陸突曾率領部民跟隨道武帝征戰，多次立有戰功，因而拜離石鎮都大將，厲威將軍，後官至上黨太守，封關內侯。

## 明元帝、太武帝前期
陸俟年少時即以聰明慧捷而聞名，《魏書》稱其有策略，明元帝登基之後，歷官至典選部蘭臺事，龍驤將軍，襲父爵關內侯，陸俟當官不畏強權，無所屈撓。北魏始光四年（427年），太武帝拓跋燾親征赫連昌，陸俟率別軍鎮守大磧，防備北方的柔然。神䴥三年（430年）和西平公安頡領兵攻下劉宋的虎牢，封建業公，之後又轉冀州刺史、虎牢鎮都大將、安定鎮都大將等官，延和二年（433年），休屠族的征西將軍金崖、羌族的涇州刺史狄子玉還有安定鎮都大將延普互相爭權，金崖和狄子玉起兵攻打延普，因此據胡空谷謀反，陸俟率兵討平之。在冀州刺史任內之時，朝廷考課其功績為北魏國內第一。

## 懷荒鎮將時期
陸俟後擔任懷荒鎮都大將，安東將軍，在其任內御下嚴厲，因此鎮內的高車部落諸酋長，上表請前鎮將郎孤還鎮，拓跋燾下詔許之，陸俟還京之後對拓跋燾說：「陛下現在以郎孤還做鎮將，我認為不到一年，郎孤必定會敗亡，而且高車必定會作亂。」，拓跋燾認為其話不實，因此責備陸俟，一年之後，高車諸酋長果然殺了郎孤並且叛變，拓跋燾大驚，問陸俟為何如此，陸俟對曰：「高車部族從無禮節，面對無禮之人要在上管理實乃困難之事，因此我以威嚴蒞下之，以法制節度之，冀望以此循序漸進治理輔導，然而高車族中的惡徒上訟我的缺點，讚揚郎孤的優點，因此郎孤得以還鎮，郎孤欣喜其名譽，因而加恩於百姓，講求寬宏的、仁恕的治政態度，因此高車族人易生驕矜，無復臣民之禮，此時再改以嚴法治理，百姓必定心生怨懟，因此必生叛亂。」拓跋燾便笑說：「你的身材矮小，然而智慮卻極為周長啊。」

## 長安鎮將時期
太平真君六年（445年）九月，盧水胡蓋吳於杏城起兵，陸俟被任命為長安鎮都大將，平西將軍，隔年（446年）五月與高涼王拓跋那在杏城擊破蓋吳軍隊，俘虜了蓋吳的兩位叔父，但蓋吳本人遁走，當時許多將領要將叔父們送往京師，陸俟力排眾議，認為「如果以十萬之兵眾追蓋吳一人，非上策也。不如私下與蓋吳之叔協議，赦免其妻子之罪，使其追吳，必定擒獲。」因此將他們兩位放歸敵營，數日之後，叔父果然斬了蓋吳的首級請降，陸俟以功陞遷至內都大官。
太平真君七年（446年），安定盧水胡劉超又聚眾萬人起事，拓跋燾以陸俟都督秦雍諸軍事，陸俟單槍匹馬赴鎮長安，劉超見狀竊喜，以為其無能力，陸俟至鎮之後，假意娶劉超的女兒，又率人至劉超帳下縱酒歡宴，後密選五百名精兵，以狩獵為理由與劉超會合，陸俟佯裝酒醉趁機斬下劉超首級，並縱兵討平劉超黨羽，拓跋燾大悅，轉外都大官。陸俟個人精明的策略，迅速的決斷，皆如此類。
正平二年（452年），文成帝登基，因為陸俟之子陸麗有擁立之功勞，因此拜陸俟為征西大將軍，進爵東平王。太安四年（458年）過世。

## 家庭

### 兒子
共有十二位兒子，史書中可見者九位。
- 陸馛，长子，北魏安南将军、太保、建安贞王
- 陸石跋，北魏泾州刺史
- 陸歸，北魏东宫舍人、驾部校尉
- 陸尼，北魏内侍校尉、东阳镇都将
- 陸麗，北魏侍中、抚军大将军、司徒公、平原简王
- 陸頹，早卒
- 陸陵成，北魏中校尉、河间郡太守、秘书中散、新城子
- 陸龙成，北魏安南将军、青州刺史、乐安康公
- 陸騏驎，北魏夏州刺史

## 延伸阅读
[在维基数据编辑]
 《魏書/卷40》，出自魏收《魏书》
 《北史·卷028》，出自李延壽《北史》